# The Go-Go's
The Go-Go's est un groupe américain de pop rock et new wave féminin, initialement nommé The Misfits à sa création en 1978. Il change de nom en 1979.

## Composition
- Jane Wiedlin - guitare
- Elissa Bello - batterie qui sera remplacée par Gina Schock à l'été 1979
- Belinda Carlisle - chant
- Margot Olavarria - basse qui sera remplacée par Kathy Valentine en décembre 1980
- Charlotte Caffey - guitare

## Historique

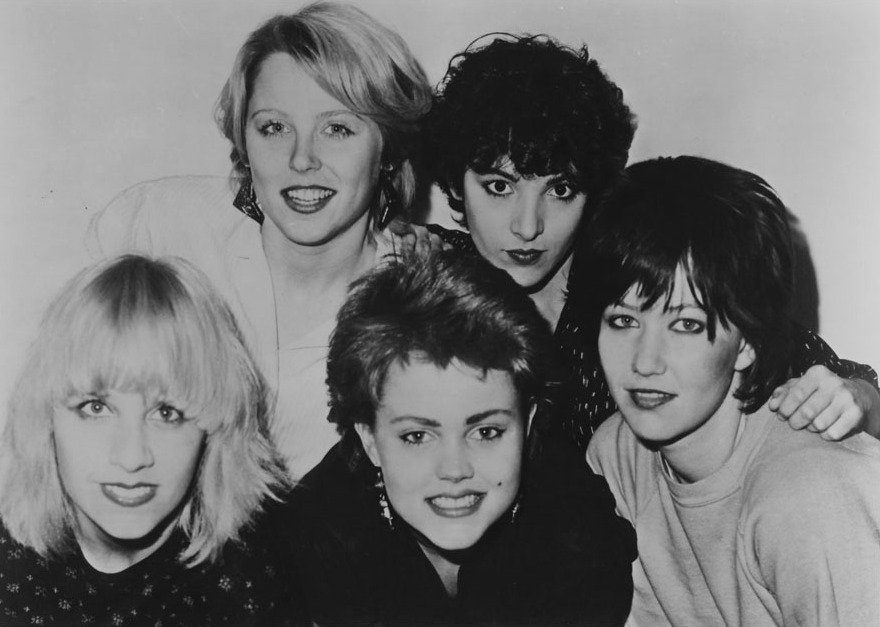
Les Go-Go's en 1981, photo promotionnelle pour l'album Beauty and the Beat.

Après un bref passage en tant que batteuse dans le mythique groupe punk The Germs, Belinda Carlisle fonde le groupe the Misfits avec ses amies musiciennes Margot Olaverria, Elissa Bello et Jane Wiedlin, qui deviendra the Go-Go's l'année suivante. Olaverria et Bello quittent rapidement la nouvelle formation, remplacées par la guitariste Charlotte Caffey, la bassiste Kathy Valentine et la batteuse Gina Shock. Les Go-Go's deviennent un des groupes les plus populaires aux États-Unis au début des années 1980 et font partie de la vague new wave qui déferle sur les radios américaines au début des années 80.
L'album Beauty and the beat sera numéro 1 des charts américain en 1982 et double album de platine. Le groupe est ainsi la première formation 100 % féminine à classer un album no 1 aux Etats-Unis en ayant composé sa propre musique et en jouant de ses instruments. De 1981 à 1984, les jeunes femmes enregistrent trois albums, dont Beauty and the Beat et Vacation, respectivement multiple disque de platine et disque d'or en 1981 et 1982, mais le troisième et dernier album du groupe sorti en 1984, Talk Show, ne connaîtra pas la même réussite que ses prédécesseurs et précipitera la première séparation du groupe le 10 mai 1985.
Belinda Carlisle fera une carrière solo de 1986 à 1996, Charlotte Caffey et Jane Wiedlin l'aideront sur ses deux premiers albums solo et resteront toujours proches artistiquement, facilitant les reprises d'activité du groupe.
Depuis lors, le groupe s'est reformé à diverses reprises à partir de 1990, et continue de tourner depuis 1999.

## Discographie
- Beauty and the Beat (1981) (Album classé parmi les 500 plus grands albums de tous les temps catégorie "Women who rock" par Rolling Stone Magazine)[1]
- Vacation (1982)
- Talk Show (1984)
- Go-Go's Greatest (1990)
- Return to the Valley of the Go-Go's (1994)
- God Bless the Go-Go's (2001)